# Krasnoje (Čukotski autonomni okrug)
Krasnoje (rus. Красное озеро) je jezero u Anadirskom okrugu, Čukotski autonomni okrug, Daleki istok Rusije .
Nalazi se u blizini Anadirskog limana i najveće je jezero u Anadirskoj nizini. Povijesno se na kartama naziva jezero Krasnjano (rus. озера Красняно). 